# Presliophytum incanum
Presliophytum incanum là một loài thực vật có hoa trong họ Loasaceae. Loài này được (Graham) Weigend mô tả khoa học đầu tiên năm 2006.